# Aiseau
Aiseau is een dorp in de Belgische provincie Henegouwen en een deelgemeente van Aiseau-Presles, het was een zelfstandige gemeente tot aan de gemeentelijke herindeling van 1977.
Aiseau ligt 12 kilometer ten oosten van de stad Charleroi in de streek tussen Samber en Maas. Er is reeds vanouds industrie aanwezig, maar sinds de jaren 1960 ontwikkelde Aiseau zich vooral door lintbebouwing tot een woonplaats. In het noorden grenst Aiseau aan de Samber waar ook de gehucht Oignies en Ménonry liggen.

## Geschiedenis
Er was reeds zeer vroeg bewoning te Aiseau. Getuige daarvan zijn verscheidene vondsten uit de Gallo-Romeinse periode.
In de middeleeuwen bestond de heerlijkheid Aiseau uit de dorpen Aiseau, Le Roux en Moignelée, samen met de priorij van Oignies een twistgebied tussen het hertogdom Brabant en het graafschap Namen. In 1357 werd het gebied erkend als grondgebied van het hertogdom Brabant.
De heerlijkheid was vervolgens eigendom van verscheidene families om ten slotte in 1566 definitief over te gaan in handen van de familie Gavre. Ten gunste van deze familie verhief Filips IV van Spanje in 1625 de heerlijkheid tot een markgraafschap. De Ferrariskaart uit de jaren 1770 toont het dorp Aiseau in een enclave van hertogdom Brabant binnen het prinsbisdom Luik.
Het gebied bleef in handen van de familie tot het eind van het ancien régime en de vorming van de gemeenten in 1795, toen het dorp Aiseau samen met Oignies een zelfstandige gemeente werd. Moignelée en Le Roux werden zelf ook zelfstandige gemeenten. In 1977 werd Aiseau met Pont-de-Loup, Presles en Roselies samengevoegd tot de nieuwe fusiegemeente Aiseau-Presles, waarvan Aiseau de hoofdkern werd.
Kerkelijk waren Aiseau en Oignies reeds zeer lang onafhankelijke parochies. Ook de andere dorpen uit de heerlijkheid vormden aparte parochies.

## Bezienswaardigheden
- De oude Priorij van Oignies

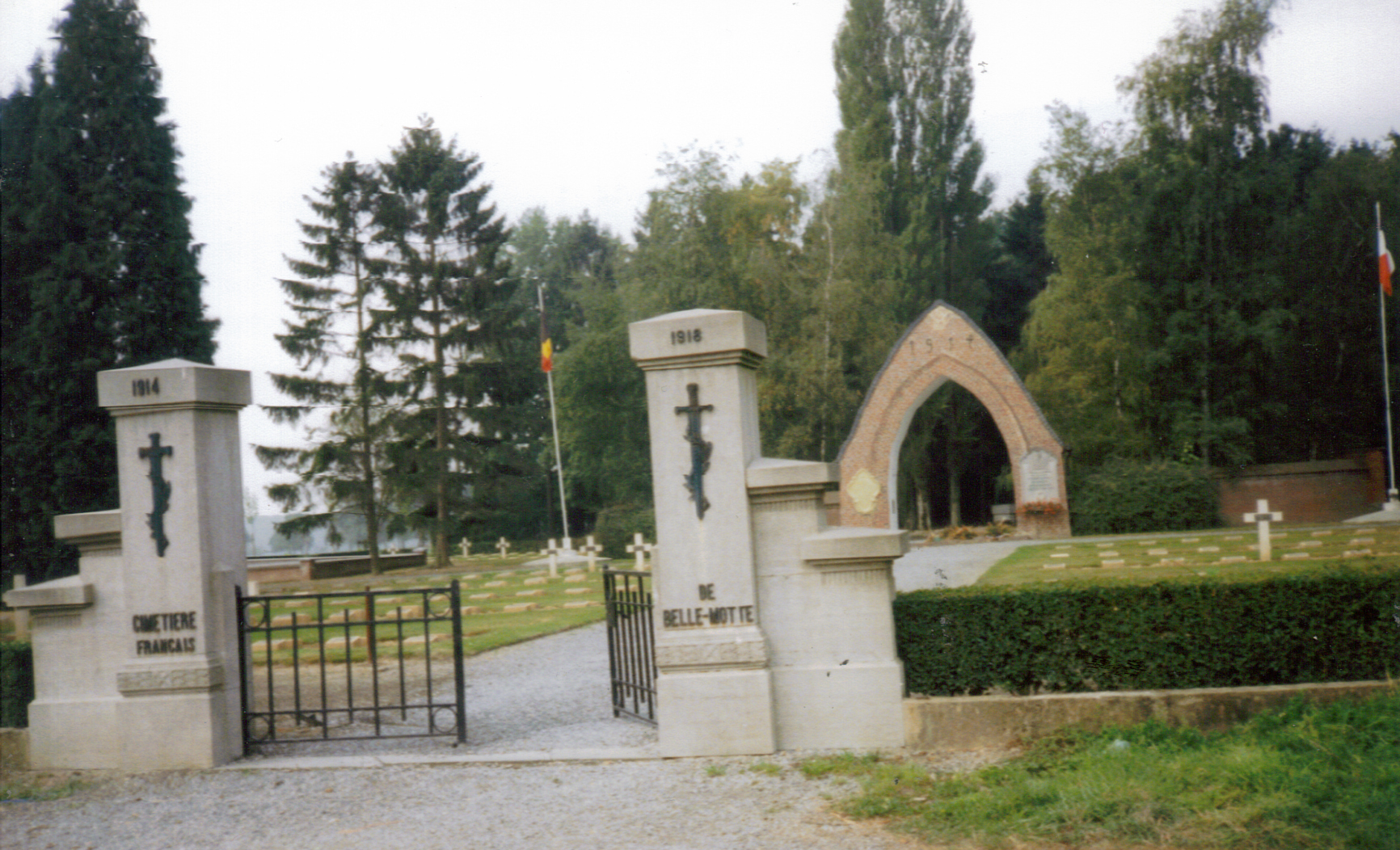
Cimetière de la Belle-Motte

- De Cimetière de la Belle-Motte tegen de grens met Le Roux is een Franse militaire begraafplaats met 4.060 gesneuvelde Franse militairen uit de Eerste Wereldoorlog.

## Industrie
Er was reeds zeer vroeg industrie aanwezig: in de 15e eeuw waren er reeds smederijen. In 1759 kwam de ijzerindustrie op gang door de bouw van een grote fabriek. De ijzeractiviteit te Aiseau bleef tot in 1907.
In 1728 werd de eerste steenkoolontginning gestart te Aiseau en in 1805 verdergezet met de mijn Aiseau-Oignies. De mijn zou sluiten in 1960.
De derde pijler was de glasindustrie. In 1837 werd in de priorij van Oignies de eerste Belgische glasblazerij opgericht. Ze zou er blijven tot in 1931.

## Verkeer en vervoer
In de deelgemeente staat het spoorwegstation Aiseau aan spoorlijn 130 tussen Namen en Charleroi.

## Demografische ontwikkeling
Opm:1831 t/m 1970=volkstellingen. 1976=inwoneraantal op 31 december

## Geboren
- Karl Erjavec (1960), Sloveens minister